# Mistrzostwa NCAA Division I w Zapasach w 1946
Mistrzostwa NCAA Division I w zapasach rozgrywane były w Stillwater w dniach 22–23 marca 1946 roku. Zawody odbyły się w Gallagher Arena, na terenie Oklahoma State University.
Punkty zdobyło jedenaście drużyn.
- Outstanding Wrestler – Gerald Leeman

## Wyniki

### Drużynowo
| Kolejność | Szkoła                      | Zespół          |
| --------- | --------------------------- | --------------- |
| 1.        | Oklahoma State University   | Cowboys         |
| 2.        | University of Northern Iowa | Panthers        |
| 3.        | University of Illinois      | Fighting Illini |
| 4.        | Indiana University          | Hoosiers        |

### All American

#### 121 lb
| Lp. | Zawodnik       | Szkoła         |
| --- | -------------- | -------------- |
| 1.  | Cecil Mott     | Northern Iowa  |
| 2.  | Mike Rolak     | Indiana        |
| 3.  | Bill Tomaras   | Illinois       |
| 4.  | Cliff Fletcher | Michigan State |

#### 128 lb
| Lp. | Zawodnik        | Szkoła         |
| --- | --------------- | -------------- |
| 1.  | Gerald Leeman   | Northern Iowa  |
| 2.  | Lou Kachiroubas | Illinois       |
| 3.  | Sam Harry       | Penn State     |
| 4.  | Iggy Konrad     | Michigan State |

#### 136 lb
| Lp. | Zawodnik      | Szkoła         |
| --- | ------------- | -------------- |
| 1.  | David Arndt   | Oklahoma State |
| 2.  | Russ Bush     | Northern Iowa  |
| 3.  | Elias George  | Indiana        |
| 4.  | L.Wayne Smith | Michigan       |

#### 145 lb
| Lp. | Zawodnik      | Szkoła            |
| --- | ------------- | ----------------- |
| 1.  | Bill Koll     | Northern Iowa     |
| 2.  | Edgar Welch   | Oklahoma State    |
| 3.  | Gale Mikles   | Michigan State    |
| 4.  | Tony Yamasaki | Northern Colorado |

#### 155 lb
| Lp. | Zawodnik        | Szkoła         |
| --- | --------------- | -------------- |
| 1.  | Bill Courtright | Michigan       |
| 2.  | Jack St.Clair   | Oklahoma State |
| 3.  | Dick Ditsworth  | Iowa State     |
| 4.  | Kenneth Marlin  | Illinois       |

#### 165 lb
| Lp. | Zawodnik      | Szkoła         |
| --- | ------------- | -------------- |
| 1.  | David Shapiro | Illinois       |
| 2.  | George Walker | Oklahoma State |
| 3.  | Harold Boker  | Nebraska       |
| 4.  | Gene Glass    | Kent State     |

#### 175 lb
| Lp. | Zawodnik          | Szkoła            |
| --- | ----------------- | ----------------- |
| 1.  | George Dorsch     | Oklahoma State    |
| 2.  | Norman Anthonisen | Illinois          |
| 3.  | Sigmund Golonka   | Indiana           |
| 4.  | Joe Klune         | Northern Colorado |

#### Open
| Lp. | Zawodnik         | Szkoła         |
| --- | ---------------- | -------------- |
| 1.  | George Bollas    | Ohio State     |
| 2.  | Morris Chittwood | Indiana        |
| 3.  | Glen Brand       | Iowa State     |
| 4.  | Loyd Arms        | Oklahoma State |